# Renate Haas
Renate Haas (* 1946) ist eine deutsche Anglistin und Hochschullehrerin.

## Leben und Wirken
Renate Haas studierte Anglistik und Lateinische Philologie an den Universitäten Würzburg, Cardiff und Regensburg und legte dort 1972 bzw. 1974 die beiden Staatsexamen für den höheren Schuldienst ab, das Referendariat absolvierte sie in München und Rohr. Seit 1976 war sie dann als wissenschaftliche Assistentin tätig und promovierte 1979 an der Universität Regensburg über Die mittelenglische Totenklage. Am der Universität Duisburg habilitierte sie sich 1987 für Anglistik, Literaturwissenschaft und Literaturdidaktik. Nach Lehraufträgen u. a. an den Universitäten Klagenfurt (1988 und 1989), Graz (1989) und Essen (1990) übernahm sie 1990 eine Professur an der Pädagogischen Hochschule Kiel, die nach ihrer Auflösung in die Christian-Albrechts-Universität zu Kiel integriert wurde. Dort lehrte sie am Englischen Seminar. Im Jahre 2011 ging sie in den Ruhestand.
In ihren Veröffentlichungen beschäftigt sich Renate Haas u. a. mit der frühen Geschichte der Anglistik und der Rolle der Frauen darin.

## Veröffentlichungen (Auswahl)
- Die mittelenglische Totenklage. Realitätsbezug, abendländische Tradition und individuelle Gestaltung (= Sprache und Literatur, Bd. 16). Lang, Frankfurt/M. 1980, ISBN 3-8204-6402-6 (= Dissertation Universität Regensburg).
- Romantische Literaturwissenschaft und Englischunterricht im Kontext. Das Beispiel Victor Aimé Huber und sein englisches Lesebuch. In: Renate Haas (Hrsg.): Literatur im Kontext. Festschrift für Helmut Schrey zum 65. Geburtstag am 6.1.1985 (= Duisburger Studien / Geistes- und Gesellschaftswissenschaften, Bd. 10). Richarz, Sankt Augustin 1985, S. 72–94, ISBN 3-88345-612-8.
- Chaucer's Monk's Tale. An Ingenious Criticism of Early Humanist Conceptions of Tragedy. In: Humanistica Lovaniensia, Bd. 36 (1987), S. 44–70.
- V. A. Huber, S. Imanuel und die Formationsphase der deutschen Anglistik. Zur Philologisierung der Fremdsprache des Liberalismus und der sozialen Demokratie. Lang, Frankfurt/M. 1990, ISBN 3-631-42754-9 (= Habilitationsschrift Universität Duisburg).
- Therese Huber. Teilemanzipation und Schriftstellerinnenkarriere durch die Französische Revolution. In: Marieluise Christadler (Hrsg.): Freiheit, Gleichheit, Weiblichkeit. Aufklärung, Revolution und die Frauen in Europa. Leske + Budrich, Opladen 1990, S. 75–92, ISBN 978-3-322-95558-6.
- (Hrsg., mit Balz Engler, u. Mitautorin): European English studies. Contributions towards the history of a discipline. Zwei Bände. The European Society for the Study of English by The English Association. Leicester 2000/2008, ISBN 0-900232-23-4 u. ISBN 0-900232-29-3.
- Töchter des Imperialismus. Die Auslandslehrerinnen Thekla Trinks und Anna Harriette Leonowens. In: Werner Hüllen/Friederike Klippel (Hrsg.): Sprachen der Bildung - Bildung durch Sprachen im Deutschland des 18. und 19. Jahrhunderts (= Wolfenbütteler Forschungen, Bd. 107). Harrassowitz, Wiesbaden 2005, S. 289–310, ISBN 978-3-447-05264-1.
- Privatdozentinnen in the "land of women" and beyond. In: Stephan Kohl (Hrsg.): Anglistik. Research paradigms and institutional policies 1930–2000. Wiss. Verlag Trier, Trier 2005, S. 207–223, ISBN 3-88476-769-0.
- Language teaching as a 'women's job". Historical and current perspectives. In: Helene Decke-Cornill / Laurenz Volkmann (Hrsg.): Gender studies and foreign language teaching. Narr, Tübingen 2007, S. 31–46, ISBN 3-8233-6247-X.
- (mit Albert Hamm): The University of Strasbourg and the foundation of continental English studies. A contribution to a European history of English studies (= Europäische Studien zur Ideen- und Wissenschaftsgeschichte, Bd. 16). Lang, Frankfurt/M. 2009, ISBN 978-3-631-58360-9.
- (Hrsg. u. Mitautorin): Rewriting academia. The development of the anglicist women's and gender studies of continental Europe. Lang, Frankfurt/M. 2015, ISBN 978-3-631-66985-3.